# Kragbjörn
Kragbjörn (Ursus thibetanus) är en björn närbesläktad med svartbjörnen. Den lever i lövskogar och i tropisk regnskog.

## Utseende
Kragbjörnens päls är nästan uteslutande svart. Det finns bara ett fåtal individer som har brunaktig päls. Kännetecknande är en vitaktig fläck på bröstet som är V-formad. På grund av de tydlig längre håren runt halsen kallas djuret Kragbjörn. Björnens huvud är stort och klotformigt med små ögon. Även öronen är stora och har jämförelsevis långt avstånd från varandra. Alla extremiteter är nästan lika långa och på varje fot finns fem klor. Som alla björnar är denna art en hälgångare. Kroppens längd ligger mellan 120 och 180 cm och svansen är 6 till 10 cm lång. Det finns stora skillnader mellan hanarnas och honornas vikt. Hanar väger 110 till 150 kg, medan honor väger 65 till 90 kg.

## Systematik och utbredning
Kragbjörn är vanligast i Kina men förekommer också i Indien, Pakistan, Japan och Korea.
Den delas upp i sju underarter:
- Ursus thibetanus formosanus - förekommer på Taiwan.
- Ursus thibetanus gedrosianus - förekommer i Iran och Pakistan.
- Ursus thibetanus japonicus - förekommer i Japan
- Ursus thibetanus laniger - förekommer i Afghanistan och södra Kina
- Ursus thibetanus mupinensis - förekommer i sydvästra Kina
- Ursus thibetanus thibetanus - förekommer i Himalaya-regionen och Sydöstasien
- Ursus thibetanus ussuricus - förekommer i sydöstra Sibirien, norra Kina och Korea

## Ekologi

### Biotop
Kragbjörnen lever i skogar i både den tempererade och den tropiska klimatzonen. Under sommaren förekommer de i bergsregioner upp till 3 600 meter över havet. Vintern tillbringar de i lägre områden.

### Aktivitet och socialt beteende
Kragbjörnar kan vara aktiva både på dagen och natten. De letar sin föda ofta under natten men i tider där de behöver mer föda är de även aktiva på dagen. Dessa björnar går vanligtvis på alla fyra men de kan även stå på de bakre fötterna för att komma åt födan. De har bra förmåga att klättra och simma.
Kragbjörnar har i regel vinterdvala, men inte i de sydligaste delarna av utbredningsområdet. De skapar under sommaren och hösten ett fettskikt och vilar i en grotta. Deras andningsfrekvens och puls sjunker betydligt men kroppens temperatur ändrar sig bara lite. De vaknar lätt till och letar under varmare vinterperioder efter föda.
Denna art lever ensam, förutom under parningstiden. Storleken av deras territorium är beroende på tillgången till föda men allmänt mindre än brunbjörnens territorium.

### Föda
Kragbjörnar är allätare men livnär sig huvudsaklig av föda från växtriket. De äter frukt, bär, nötter och ollon. De förtär även insekter, deras larver och mindre ryggradsdjur. Ibland äter de as och större ryggradsdjur, till exempel vattenbuffel. Mer sällan tar de boskapsdjur som föda.
En ovanlig jaktmetod observerades i Himalaya. Där klättrar kragbjörnar på branta sluttningar ovanför en flock av kronhjort och rullar sedan nedåt. Faran upptäcks av flocken först när det är för sent. Snön klistrar fast på björnens päls och kronhjortarna tror att det är ett klot av snö.

### Fortplantning
Parningstiden är bunden på utbredningsområdet. I Sibirien infaller de mellan juni och juli, och i Pakistan ligger parningstiden i oktober. Födelsen sker oberoende av parningstiden i februari eller mars. Det förklaras med att ägget vilar en tid hos de nordliga björnarna innan den egentliga dräktigheten börjar. Per kull födas oftast två ungar som med en vikt av 300 till 450 gram är påfallande små. Efter en vecka öppnar de blinda ungarna ögonen och efter ungefär tre månader sluter honan att ge di. Ungarna stannar vanligtvis två till tre år hos modern. Kragbjörnar blir könsmogna efter tre år. Medellivslängden i naturen är okänd. I fångenskap har en kragbjörn blivit 36 år gammal som man känner till.

## Kragbjörnen och människan

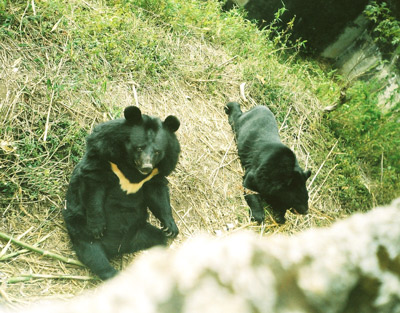
Kragbjörnar i Gangtoks djurpark

### Björngalla
Kragbjörnarnas fördärv är att deras galla räknas i traditionell kinesisk medicin sedan 3000 år som en helande vätska. Björngalla används mot sjukdomar av levern, ögonen och mot gallstenar. Den läkande substansen, Ursodeoxycholsyra (UDCA), går sedan 1955 att framställa syntetiskt men trots det hålls sedan 1970 kragbjörnar fångna på kinesiska, vietnamesiska och koreanska björnfarmar. Björnarna sitter i trånga burar och töms/"skördas" varje dag med hjälp av en kateter. Upp till 100 ml gallvätska per björn töms varje gång, en mycket smärtsam hantering. Det uppskattas att det fortfarande 2008 finns över 7000 kragbjörnar (9000 när andra björnarter inräknas) som lever under dessa förhållanden och några individer har suttit inspärrade i 20 år. Från björnarnas galla skapas även ett vin som kallas "bear gall wine" på engelska.
Många internationella djurrättsaktivister kräver frihet för dessa björnar och sedan några år finns även kinesiska djurskyddsorganisationer som arbetar mot samma mål. 2008 i april hade cirka 250 björnar räddats. Alla dessa individer var däremot inte livskraftiga. Deras muskler var för små på grund av rörelsebrist och deras sociala beteende var stört, så några var det tvunget att avlivas.

### Hot i naturen
De största hoten i naturen är förstörelsen av björnarnas levnadsområde och jakt. Kragbjörnar jagas för nöjes skull, för att hålla dem borta från boskapsdjur och för att de ibland angriper människor. Det förekommer även tjuvjakt för att komma åt björnens gallvätska. I några regioner av djurets utbredningsområde (Pakistan, Bangladesh, Korea) är kragbjörnen nästan utrotad. Allmänt räknas arten av IUCN som sårbar (vulnerable).

### Kragbjörnar som fara för människor
Ibland förekommer berättelser över kragbjörnar som angriper människor, men de betraktas som mindre aggressiva än till exempel brunbjörnen. De enskilda dödsfall som är kända beror oftast på provokation.